# Westelijke Provincie
De Westelijke Provincie (Singalees: Basnāhira paḷāta; Tamil: Mel mākāṇam) is een provincie van Sri Lanka. De hoofdstad is Colombo en de provincie heeft 5.381.197 inwoners (2001).
Het is de dichtstbevolkte provincie van Sri Lanka. Naast Sri Lanka's commerciële hoofdstad Colombo, bevindt zich hier ook Sri Jayewardenapura Kotte, de officiële hoofdstad van Sri Lanka. Andere grote steden zijn Kalutara, Dehiwala-Mount Lavinia, Moratuwa en Negombo.
De meerderheid van de bevolking bestaat uit Singalezen, ook al zijn er in de stad Colombo grote minderheden Sri Lankaanse Moren en Sri Lankaanse Tamils.
De provincie bestaat uit drie districten, dit zijn:
- Colombo
- Gampaha
- Kalutara

Centrale Provincie (Kandy · Matale · Nuwara Eliya) · Oostelijke Provincie (Ampara · Batticaloa · Trincomalee) · Noordelijke Centrale Provincie (Anuradhapura · Polonnaruwa) · Noordelijke Provincie (Jaffna · Kilinochchi · Mannar · Mullaitivu · Vavuniya) · Noordwestelijke Provincie (Kurunegala · Puttalam) · Sabaragamuwa (Kegalle · Ratnapura) · Uva (Badulla · Moneragala) · Westelijke Provincie (Colombo · Gampaha · Kalutara) · Zuidelijke Provincie (Galle · Hambantota · Matara)